# Hluboká (Milhostov)
Hluboká (in tedesco Nonnengrün) è una frazione di Milhostov, comune ceco del distretto di Cheb, nella regione di Karlovy Vary.

## Geografia fisica
Attraverso il paese passa la strada II/212. Nel villaggio sono state registrate 20 abitazioni, nelle quali vivono 46 persone. Si trova 3,5 km a nord-est da Milhostov.
Altri comuni limitrofi sono Mostek, Mlýnek e Děvín ad ovest, Horka, Bor, Kopanina, Lesná e Květná a nord, Dolní Částkov, Lítov, Horní Částkov, Kaceřov e Boden ad est e Vackovec, Hartoušov, Hněvín, Pochlovice e Nebanice a sud.